# Cœnred northumbriai király
Cœnred más néven Cenred (angolszászul: CŒNRED NORÞANHYMBRA CYNING), († 718) Northumbria királya 716–718 között.
Cuthwine fia, Ida király († 559) hatodik leszármazottja. John Fordun skót krónikás azt állítja, hogy
ő gyilkolta meg elődjét, I. Osredet. Malesbury-i Vilmos († 1143) angol történész felhívja rá a figyelmet, hogy elődjéhez hasonlóan ő is erős, kegyetlen és kicsapongó férfi volt.  
Valószínűleg gyermektelenül halt meg 2 évnyi uralom után.

## Fordítás
- Ez a szócikk részben vagy egészben  a   Coenred of Northumbria című angol Wikipédia-szócikk fordításán alapul.  Az eredeti cikk szerkesztőit annak laptörténete sorolja fel. Ez a jelzés csupán a megfogalmazás eredetét és a szerzői jogokat jelzi, nem szolgál a cikkben szereplő információk forrásmegjelöléseként.

| Előző uralkodó: I. Osred | Northumbria királya 716 – 718 | Következő uralkodó: Osric |